# Lago Krüger
Lago Krüger är en sjö i Argentina.   Den ligger i provinsen Chubut, i den sydvästra delen av landet, 1 500 km sydväst om huvudstaden Buenos Aires. Lago Krüger ligger 517 meter över havet. Arean är 4,4 kvadratkilometer. Den ligger vid sjön Lago Futalaufquen. Den sträcker sig 3,0 kilometer i nord-sydlig riktning, och 3,9 kilometer i öst-västlig riktning.
I omgivningarna runt Lago Krüger växer i huvudsak blandskog. Runt Lago Krüger är det mycket glesbefolkat, med 4 invånare per kvadratkilometer.